# Pierre-Yves Bény
Pierre-Yves Bény est un gymnaste artistique français, né le 12 février 1983 à Lille.

## Biographie
Champion de France du concours général individuel en 2012, il est sélectionné pour participer aux JO 2012 en tant que remplaçant par la FFG.

## Palmarès

### Jeux olympiques
- Londres 2012
  - 8e au concours par équipes.

- Athènes 2004
  - 5e au anneaux

### Championnats du monde
- Anaheim 2003
  - 7e au concours par équipes
  - 8e aux anneaux

### Championnats d'Europe
- Berlin 2011
  - 8e au cheval d'arçons
  - 8e aux anneaux
  - 5e aux barres parallèles

### Championnats de France
| Épreuve/Année               | Nantes 2012 |
| --------------------------- | ----------- |
| Concours général individuel | 1er         |
| Exercices au sol            | 3e          |
| cheval d'arçon              | 3e          |
| anneaux                     |             |
| Saut de cheval              |             |
| Barres parallèles           |             |
| Barre fixe                  | 2e          |